# Chino Valley
Chino Valley é uma vila localizada no estado americano do Arizona, no condado de Yavapai. Foi incorporada em 1970.

## Geografia
De acordo com o United States Census Bureau, a vila tem uma área de 164,3 km², onde 164,1 km² estão cobertos por terra e 0,2 km² por água.

### Localidades na vizinhança
O diagrama seguinte representa as localidades num raio de 32 km ao redor de Chino Valley.

## Demografia
Segundo o censo nacional de 2010, a sua população é de 83 089 habitantes e sua densidade populacional é de 65,9 hab/km². Possui 4 967 residências, que resulta em uma densidade de 30,3 residências/km².